# Xeremia
|  | Per a altres significats, vegeu «Xeremia (cornamusa)». |

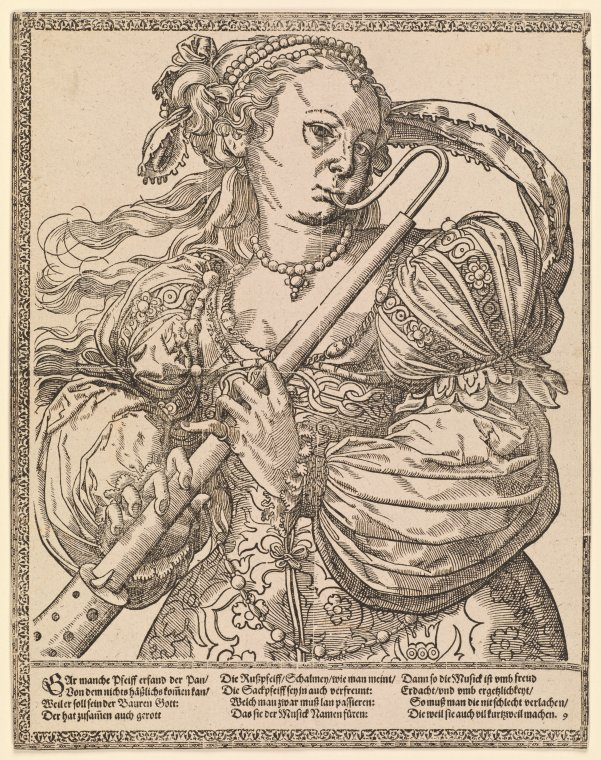
Dona tocant una xeremia baixa o bombarda, (Tobias Stimmer, ca. 1500)

La xeremia és un tipus d'instrument de vent de fusta amb llengüeta doble i tub de perforació cònica que va estar en ús arreu d'Europa entre l'edat mitjana i el segle xviii.
Com molts altres instruments, a partir del Renaixement es va construir en diferents mides i, per tant, en diferents afinacions i tessitures, constituint el que s'anomena una família, la qual cosa permetia interpretar la polifonia amb un grup d'instruments de timbre homogeni. A principis de segle xvii, la família va arribar a tenir set membres i els membres més greus i grans s'anomenaven bombarda.

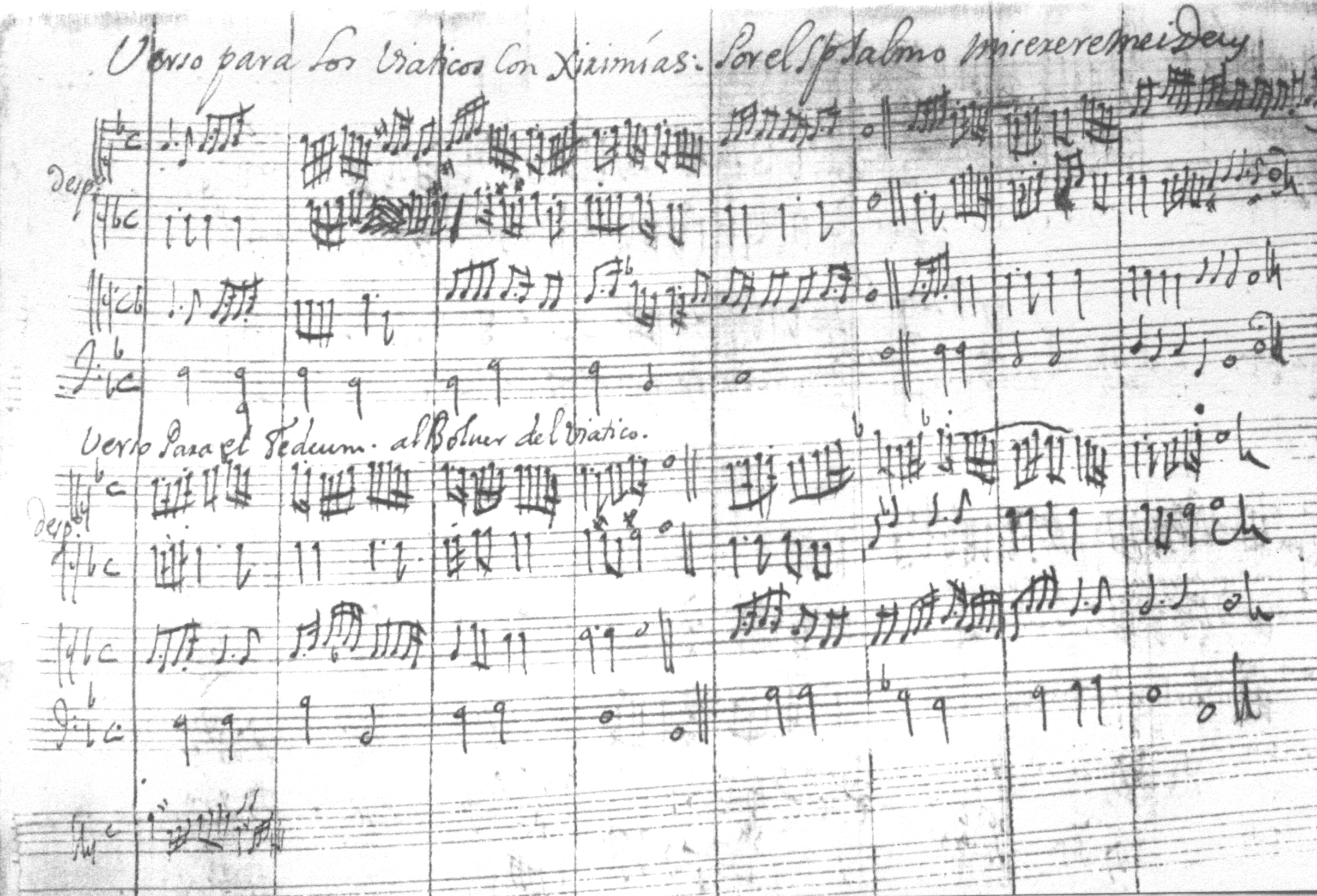
Partitura d'uns versos per a quatre xeremies per a acompanyar els viàtic, segons un manuscrit de mitjan conservat a l'arxiu de l'església del Pi

La xeremia és la versió europea d'una tipologia d'instruments creada a l'Àsia central i que avui en dia es troba estesa per moltes cultures, des d'Indonèsia fins al Magrib, a més d'Europa. Per això, sovint s'utilitza aquest mot per a designar, de manera genèrica, els instruments de vent de fusta de llengüeta doble i tub cònic de totes les cultures, independentment de les característiques i noms concrets de cada un.
En la música medieval, la xeremia va quedar englobada dins dels instruments de música alta, és a dir, que sonaven fort, i que eren indicats especialment per fer música a l'exterior. Sobretot a la península Ibèrica, fou un dels instruments més freqüents en els grups de ministrers o ministrils i s'integrà, des del segle xvi, en els grups instrumentals de música civil, sovint pagats pels governs municipals, juntament amb els sacabutxos. També tingueren un paper destacat en la interpretació de la polifonia religiosa, sobretot acompanyant la música vocal, sovint doblant les diferents veus. Aquest ús de les anomenades cobles de ministrers, juntament amb les capelles de música, durà fins al segle xvii. Al segle xviii i fins i tot al xix, aquests grups de xeremies participaren en altres tipus de músiques religioses, com processons; la partitura que figura al costat n'és un exemple.
La seva desaparició dels àmbits de la música religiosa no va pas privar que es continués utilitzant aquest mateix instrument o bé altres variants, que durant aquests segles s'havien anat desenvolupant de maneres més o menys diferenciades en els diferents territoris de la península Ibèrica. Així, són instruments derivats de la xeremia medieval, renaixentista i barroca, la gralla, els diferents tipus de dolçaina, el tible, la tenora, la tarota, i alguns instruments de la mateixa família reben el nom de gaita.
En la classificació d'Hornbostel-Sachs, es troba en el grup 422.12 dels aeròfons de llengüeta doble i tub cònic.